# Wilhelm Friedrich Kochendörfer
Wilhelm Friedrich Kochendörfer (* 26. Februar 1822 in Oberissigheim im Main-Kinzig-Kreis; † 10. Januar 1896 in Kassel) war ein deutscher Verwaltungsjurist und Abgeordneter des Kurhessischen Kommunallandtages des preußischen Regierungsbezirks Kassel.

## Leben
Wilhelm Friedrich Knochendörfer absolvierte ein Studium der Staats- und Kameralwissenschaften und wurde Referendar bei der Bezirksregierung Darmstadt. 1851 erhielt er die Ernennung zum Kreissekretär bei der Landkreisverwaltung Hersfeld. Wegen versuchten Hochverrats wurde er am 24. Februar 1853 vom Dienst suspendiert. Diese Maßnahme wurde im Juli 1855 zurückgenommen, nachdem das Oberappellationsgericht Darmstadt die Anklage gegen ihn abgewiesen hatte. Zum Landratsamt in Homberg versetzt, erhielt er 1856 eine Stelle als Assessor bei der Polizeidirektion Kassel. In die Landesverwaltung gewechselt, wurde er 1866 zum Regierungsrat ernannt und nahm die Stelle eines Vortragenden Rates im Innenministerium ein. 
Kochendörfer wurde 1893 in den Ruhestand versetzt.
Von 1880 bis 1885 war er Abgeordneter des Kurhessischen Kommunallandtages des Regierungsbezirks Kassel.

## Auszeichnungen
- 1887 Geheimer Regierungsrat